# Канал управління

Канал управління (керування, регулювання) - у автоматичному регулюванні - канал по якому вхідна величина об'єкта регулювання (фізична величина на вході об'єкта регулювання) впливає на регульовану величину об'єкта.

## Функціонування каналу управління
У залежності від функцій, що виконуються технічними засобами при переробці інформації, канал управління може бути зображений узагальненою функціональною схемою, наведеною на рис. 1. У конкретному каналі управління ряд засобів можуть бути відсутніми.
Отримана у вимірювальній системі (ВС) контрольна інформація про об’єкт управління (ОУ) спрямовується до групи пристроїв формування команд (ПФК) управління. Сигнали команд управління за допомогою виконавчих механізмів (ВМ) перетворюються у величини, зручні для впливу на регулюючі органи (РО) конкретних технологічних апаратів. Наприклад, електричний командний сигнал включає електропривод, що впливає на дросельну засувку, яка змінює витрату рідини. З допомогою РО змінюються величини потоків матеріалу, енергії і т. ін. в об’єкті управління, що приводить до відповідного коректування ходу технологічного процесу.
У залежності від рівня автоматизації в ПФК можна виділити технічні засоби відповідних рівнів управління. До засобів (В), що представляють нижній рівень управління, належать регулюючі пристрої місцевих (локальних) і автономних систем регулювання. Засоби (Б) вищого рівня управління включають у себе пристрої агрегатованих комплексів централізованих систем управління, що здійснюють регулювання взаємопов’язаних об’єктів. 
Керуючі команди найвищого рівня (А) формуються за допомогою обчислювальних машини і мікропроцесорних комплексів. Їх наявність відповідає створенню на підприємстві автоматизованої системи управління.
Керуючі команди на виконавчі механізми (ВМ і РО) можуть подаватися як безпосередньо із засобів верхнього рівня управління, так і через засоби нижчих рівнів, коректуючи їх роботу.
Вибір режимів роботи ПФК і ВМ, контроль їх стану і справності здійснюється групою допоміжних пристроїв (ДП). У складних системах управління сюди може входити мікропроцесорна техніка, у найпростіших локальних системах (САР) це можуть бути ключі вибору режиму управління ("Місцеве",  "Автоматичне") і дистанційні покажчики положення робочого органу виконавчого механізму.